# Urdaneta (Pangasinan)
Urdaneta ist eine Stadt in der philippinischen Provinz Pangasinan. Die Stadt, welche in einer Ebene liegt wurde erst 1858 gegründet und in der Gemeinde befindet sich ein Campus der Pangasinan State University. 
Urdaneta ist Sitz des Bistums Urdaneta.
Urdaneta ist in die folgenden 34 Baranggays aufgeteilt:
| - Anonas - Bactad East - Bactad Proper - Bayaoas - Bolaoen - Cabaruan - Cabuloan - Camanang - Camantiles - Casantaan - Catablan - Cayambanan | - Consolacion - Dilan Paurido - Labit Proper - Labit West - Mabanogbog - Macalong - Nancalobasaan - Nancamaliran East - Nancamaliran West - Nancayasan - Oltama | - Palina East - Palina West - Pinmaludpod - Poblacion - San Jose - San Vicente - Santa Lucia - Santo Domingo - Sugcong - Tipuso - Tulong |